# Henry Lazarus

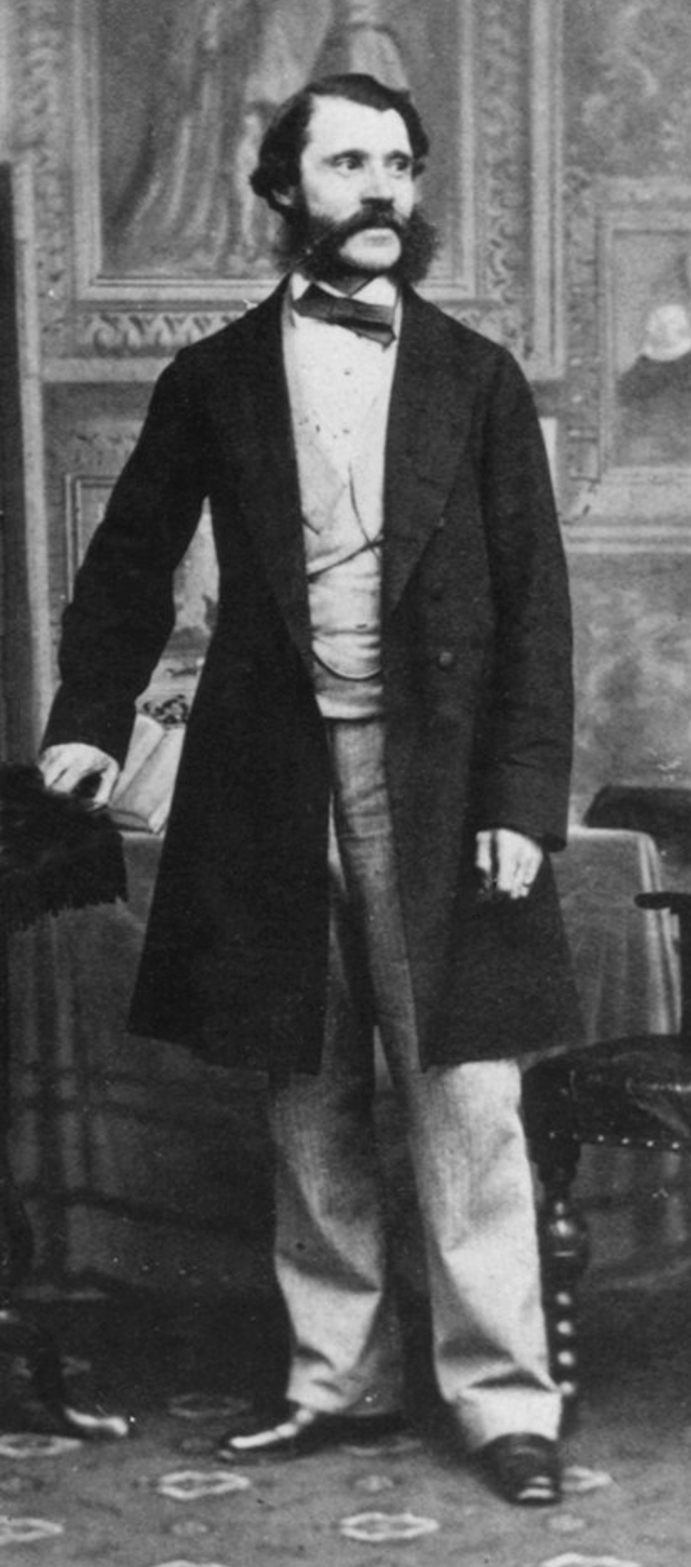
Henry Lazarus

Henry Lazarus (Londen, 1 januari 1815 – aldaar,  6 maart 1895) was een Brits componist, muziekpedagoog, klarinettist en bassethoornspeler.

## Levensloop
Lazarus groeide op als wees in het Royal Military Asylum (Koninklijke Militaire Asiel) in Chelsea. Aldaar leerde hij de klarinet te bespelen en kreeg les van kapelmeester John Blizzard. Later studeerde hij bij Charles Godfrey, toen kapelmeester van de Band of H.M. Coldstream Guards. Hij werd de tweede dirigent van de Coldstream Guards. Later veranderde hij zich in het orkest van de Hertog van Devonshire.
Als solist debuteerde hij op 2 mei 1838. Vanaf 1840 was hij 1e klarinettist in het orkest van de "Sacred Harmonic Society", een opera- en concertgezelschap. Hij ontwikkelde zich tot een bekende figuur in het Britse muziekleven. De Britse componist Sir George Alexander Macfarren droeg hem zijn liederen voor sopraan, klarinet en piano A widow bird alsook Pack clouds away in 1867 op. De Ierse schrijver George Bernard Shaw was heel enthousiast over de speelwijze van de klarinettist Lazarus. Zijn laatste optreden als solist verzorgde hij in juni 1892 in de St. James Hall.
Van 1854 tot 1894 was hij hoogleraar en instructeur voor klarinet aan de Royal Academy of Music. Vanaf 1858 was hij eveneens docent aan de Royal Military School of Music "Kneller Hall" in Twickenham. In 1883 werd hij ook docent voor klarinet aan het Royal College of Music. In 1894 ging hij met pensioen. Een van zijn bekendste leerlingen waren de klarinettist Haydn P. Draper (1889-1934) en de klarinettiste Frances Thomas (klarinettiste) (ca.1850-1925).
Hij schreef een methode voor klarinet, gebaseerd zowel op het Albert-systeem als op het (nieuwere) Böhm-systeem, alhoewel hij zelf niet is overgeschakeld van het toen meestal gebruikte Albert-systeem. Zijn klarinetmethode wordt destijds nog altijd gebruikt en bevat duetten, etudes, studies, vingeroefeningen enzovoort. Hij componeerde ook een aantal werken voor harmonieorkest en kamermuziek.
Lazaris werd begraven op de Brompton Cemetery in Londen.

## Composities

### Werken voor orkest
- 1881 Ma Normandie - grand fantasia on a favorite French air, voor klarinet en orkest
- 1883 Fantasia on Airs from Bellini's "I Puritani", voor klarinet en orkest

### Werken voor harmonieorkest
- 1887 Fantasia on favorite Scotch melodies, voor klarinet en harmonieorkest
- Brazilian Suite
- Fantasia on Airs from Bellini's "I Puritani", voor klarinet en harmonieorkest
- The Torch of Liberty, voor mannen- of gemengd koor en harmonieorkest

### Kamermuziek
- 1883 Ma Normandie - fantasia on a favorite French air, voor klarinet en piano
- 1887 Fantasia on favorite Scotch melodies, voor klarinet en piano
- Fantasia on Airs from Bellini's "I Puritani", voor klarinet en piano
- Studio espressivo, voor klarinet en piano
- Three grand artistic duets - Cavallini, voor twee klarinetten[5]

- Three grand concert duets, voor twee klarinetten
- Twenty four easy duets on operatic and standard melodies, voor twee klarinetten

### Pedagogische werken
- 1881 New and modern Method for the Albert and Boehm system, Clarinet, by Friedrich Berr, Iwan Mueller and F. Neermann, approved, revised and corrected with additions by Henry Lazarus
- Standard clarinet tutor